# Turritellopsis
Turritellopsis, inicialmente maldenominado Turitellopsis, es un género de foraminífero bentónico considerado un sinónimo posterior de Turritellella de la subfamilia Usbekistaniinae, de la familia Ammodiscidae, de la superfamilia Ammodiscoidea, del suborden Ammodiscina y del orden Astrorhizida. Su especie-tipo es Trochammina squamata var. charoides. Su especie-tipo era Trochammina shoneana. Su rango cronoestratigráfico abarcaba desde el Silúrico hasta la Actualidad.

## Discusión
Clasificaciones previas incluían Turritellopsis en el suborden Textulariina del orden Textulariida.

## Clasificación
Turritellopsis incluía a la siguiente especie:
- Turitellopsis shoneana